# 挑戰者島
挑戰者島（瑞典語：Farías），是南極洲的島嶼，位於葛拉漢地西岸的丹科海岸，處於穆雷島以北，在1906年由奧托·努登舍爾德率領的瑞典探險隊命名，現時由南極條約體系管理。